# Église Saint-Martin de Bailleul (Somme)
Pour les articles homonymes, voir Église Saint-Martin.
L'église Saint-Martin de Bailleul est située sur le territoire de la commune de Bailleul, dans le département de la Somme.

## Historique
L'église Saint-Martin de Bailleul a été construite en craie, au XVIe siècle. 

## Architecture et ornements
L'église Saint-Martin a été édifiée en pierre avec un chœur à chevet plat plus bas et plus étroit que la nef. Un clocher-porche surmonté d'une flèche octogonale en pierre domine la façade d'une très grande sobriété. L'église conserve des fonts baptismaux du XIVe siècle, creusés dans un chapiteau et un retable en bois sculpté de style Louis XIV.

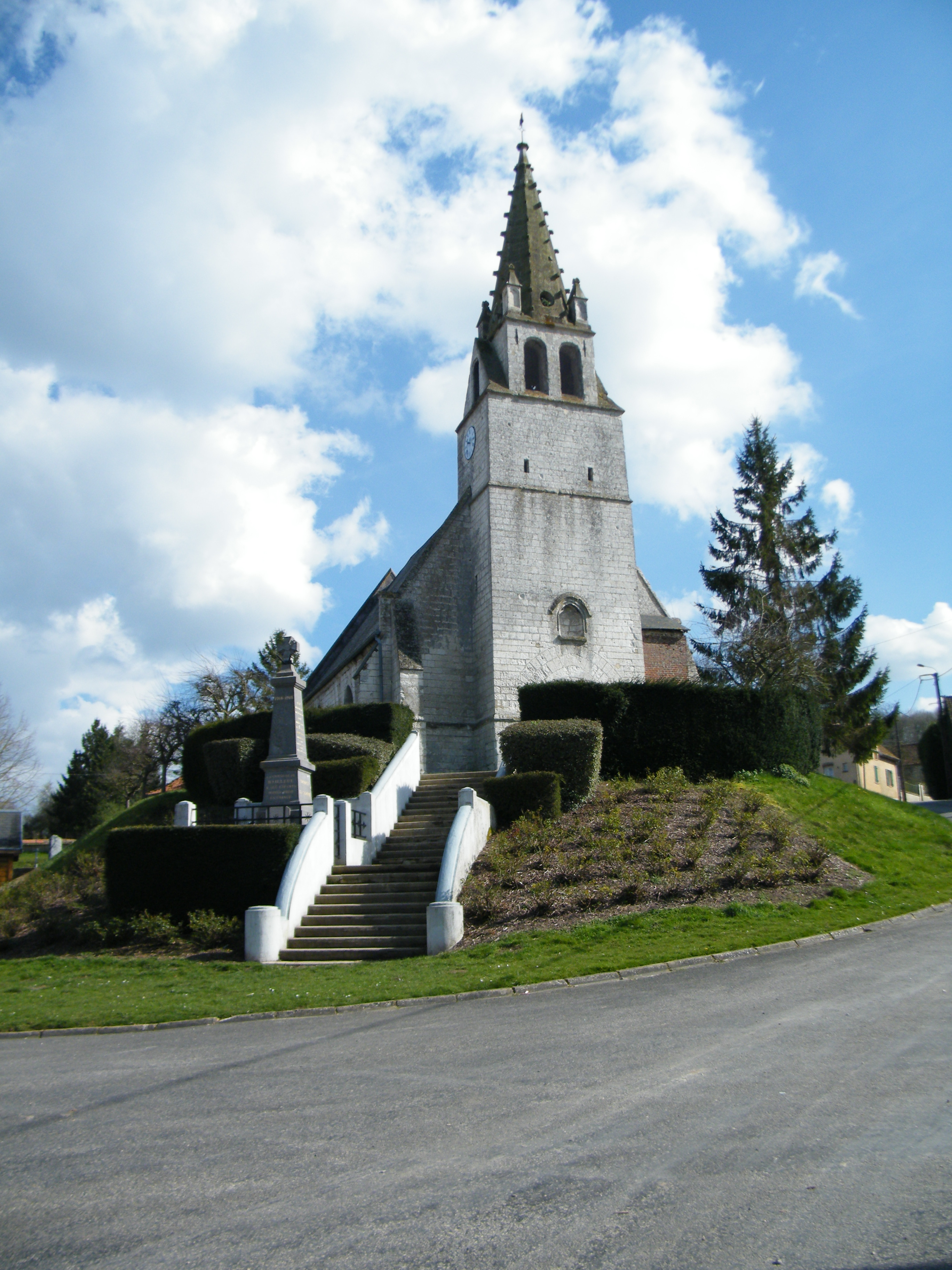
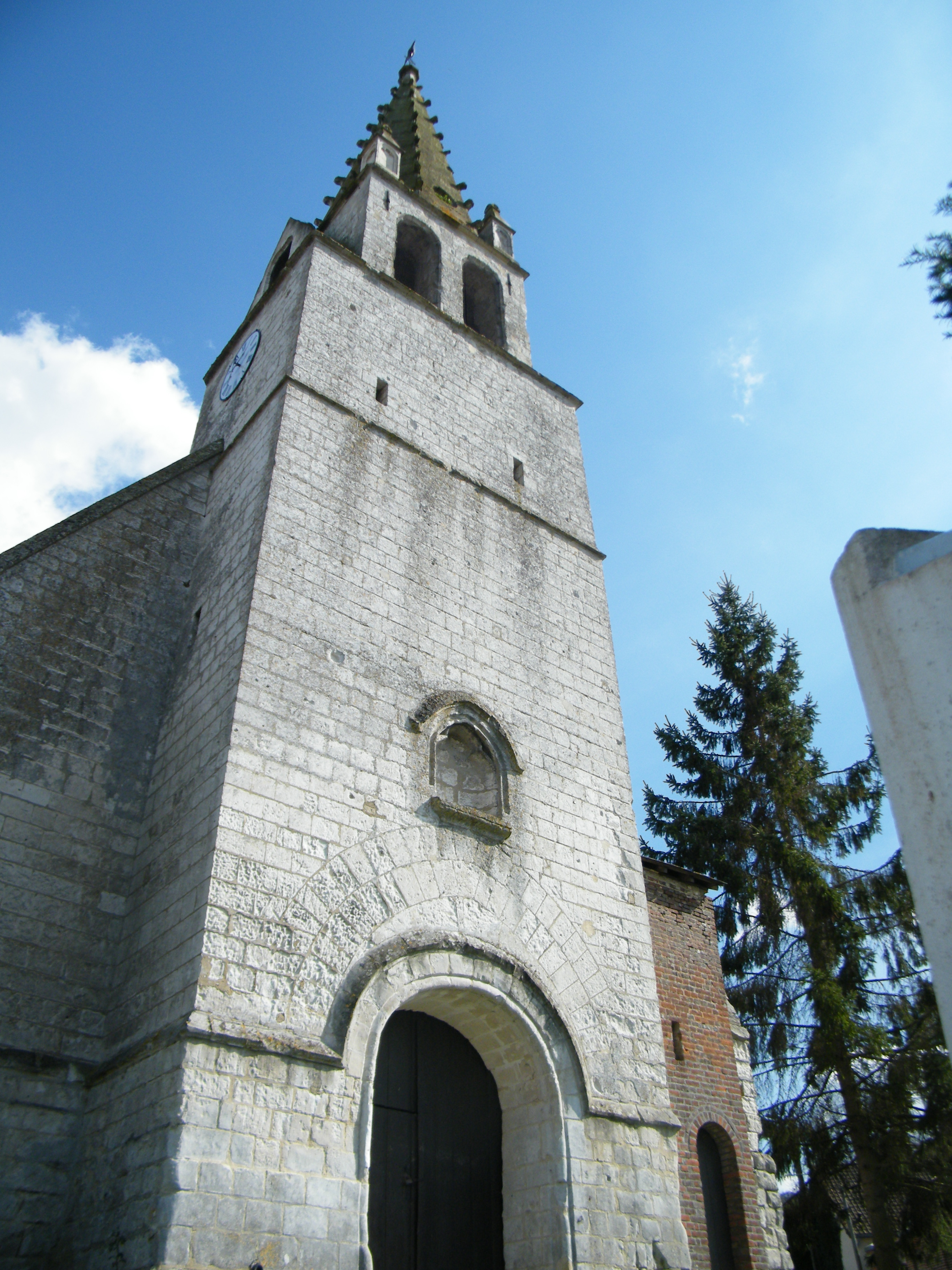